# Bobrówka (dopływ Bzury)
Bobrówka (Otolanka) – rzeka, prawy dopływ Bzury o długości 38,78 km. Płynie na Nizinie Środkowomazowieckiej. Jej źródła znajdują się we wsi Bobrowa, dalej biegnie m.in. przez wsie Kalenice, Łyszkowice, Wrzeczko, Mystkowice, Bocheń, Ostrów, Otolice. Do Bzury wpada na przedmieściach Łowicza.